# Hofdames verwerken pasgeweven zijde
Hofdames verwerken pasgeweven zijde (搗練圖卷; pinyin: Dǎo liàn tú juǎn) is een Chinees schilderij op handrol uit de vroege 12e eeuw, toegeschreven aan keizer Song Huizong (1082–1135). Het is de enige bewaard gebleven kopie van het verloren origineel van Zhang Xuan (713-755). De schildering is in de gongbi-stijl uitgevoerd met inkt, pigmenten en goud op zijde. Het doek is 37,7 cm hoog en 466 cm lang en bevindt zich in de collectie van het Museum of Fine Arts in Boston.

## Beschrijving
De handrol is een afbeelding van een door hofdames uitgevoerde zijdeceremonie. Aan het keizerlijk hof werd de zijdeproductie elke lente feestelijk ingeleid. Op de schildering tonen drie groepen hofdames de onderdelen van het verwerkingsproces. Om een driedimensionaal effect te krijgen staan de vrouwen aan de linker- en de rechterzijde in een ruitvorm gegroepeerd. Rechts stampen de vrouwen de zijde met houten stokken. De middelste groep vrouwen zit te naaien, terwijl er een een draad spint. De linkergroep strekt een zijden doek om die te strijken.
Op de handrol staat een gekalligrafeerde inscriptie van de hand van keizer Zhangzong van de Jin-dynastie (ca. 1190–1208). In de 14e eeuw voorzag een zekere Zhang Shen de schildering van een colofon. Hierop hebben latere eigenaars hun eigen inscriptie aangebracht.

## Geschiedenis
In 1126 werd de handrol door de Jurchen meegenomen naar Mantsjoerije. Later werd hij toegevoegd aan de collectie van het Paleismuseum in de Verboden Stad. Eind 1912 kocht de Japanse schrijver Okakura Kakuzō (1862–1913) de schildering op voor het Museum of Fine Arts in Boston.